# دوري سان مارينو 2010–11
دوري سان مارينو 2010–11 (بالإيطالية: Campionato Dilettanti 2010-2011)‏ هو الموسم 26 من  دوري سان مارينو. أشرف على تنظيمه اتحاد سان مارينو لكرة القدم، وكان عدد الأندية المشاركة فيه  15، وفاز فيه تري فيوري.